# Imager for Magnetopause-to-Aurora Global Exploration
Imager for Magnetopause-to-Aurora Global Exploration (IMAGE) es un satélite artificial de la NASA diseñado para hacer mediciones de partículas en la magnetosfera terrestre y estudiar así la interacción del viento solar con la magnetosfera y la respuesta de esta durante una tormenta solar. La nave fue lanzada el 25 de marzo de 2000 por un cohete Delta desde la base aérea de Vanderberg.
IMAGE fue la primera nave con la instrumentación adecuada como para detectar partículas a grandes distancias y no en la vecindad inmediata del satélite, como hasta entonces, consiguiendo medir densidades, energías y masas de partículas cargadas en todo el volumen de la magnetosfera.

## Instrumentos
- High Energy Neutral Atom (HENA), para obtener imágenes de partículas neutras, construido por el Laboratorio de Física Aplicada de la Universidad Johns Hopkins.
- Medium Energy Neutral Atom (MENA), parecido al anterior, pero detectando partículas de menor energía.
- Low Energy Neutral Atom (LENA), parecido al anterior, pero detectando partículas de menor energía.
- Extreme Ultraviolet (EUV), cámara para fotografías en el ultravioleta extremo, construida por la Universidad de Arizona
- Far Ultraviolet (FUV), cámara para el ultravioleta lejano, construida por la Universidad de California en Berkeley.
- Radio Plasma Imager (RPI).

## Especificaciones

### Nave
- Masa: 536 kg
- Longitud: 1,52 m
- Diámetro máximo: 2,25 m
- Envergadura: 250 m

### Órbita
- Perigeo: 1408 km
- Apogeo: 45.461 km
- Inclinación orbital: 89,43 grados
- Periodo: 854,09 minutos